# Préludes (Kabalevski)

Les Préludes op. 38 de Dmitri Kabalevski sont un ensemble de 24 pièces de piano sur le modèle des préludes de Chopin. Chacun des préludes est basé sur un chant populaire et chacun est écrit dans une tonalité différente en suivant le cycle des quintes, chaque tonalité majeure étant suivie de sa relative mineure. Ils ont été composés dans les années 1943-44. Ils sont dédiés à Nikolaï Miaskovski, son professeur.

## Liste des préludes
1. Andantino, en ut majeur, 27 mesures
2. Scherzando, en la mineur, 38 mesures
3. Vivace leggiero, en sol majeur, 53 mesures
4. Andantino, en mi mineur, 63 mesures
5. Andante sostenuto, en ré majeur, 45 mesures
6. Allegro molto, en si mineur, 35 mesures
7. Moderato e tranquillo, en la majeur, 26 mesures
8. Andante non troppo, Semplice e cantando - Poco Agitato - Tempo I, en fa-dièse mineur, 29 mesures
9. Allegretto scherzando - Poco più mosso, en mi majeur, 63 mesures
10. Non troppo allegro ma agitato, Recitando, rubato - Largo - Come prima - Largo, en ut-dièse mineur, 43 mesures
11. Vivace scherzando, en si majeur, 61 mesures
12. Adagio, en sol-dièse mineur, 35 mesures
13. Allegro non troppo, en fa-dièse majeur majeur, 69 mesures
14. Prestissimo possibile, en mi-bémol mineur, 100 mesures
15. Allegretto marcato, en ré-bémol majeur, 32 mesures
16. Allegro tenebroso, en si-bémol mineur, 59 mesures
17. Andantino tranquillo, en la-bémol majeur, 41 mesures
18. Largamente con gravita, en fa mineur, 13 mesures
19. Allegretto, en mi-bémol majeur, 35 mesures
20. Andantino semplice, en ut mineur, 53 mesures
21. Festivamente, Non troppo allegro, en si-bémol majeur, 57 mesures
22. Scherzando. Non troppo allegro, en sol mineur, 62 mesures
23. Andante sostenuto, en fa majeur, 30 mesures
24. Allegro feroce - Meno mosso. Marciale. - Pochissimo più mosso - Poco meno mosso., en ré mineur, 105 mesures.